# Nenad Jestrović
Nenad Jestrović (Obrenovac, RFS de Yugoslavia, 9 de mayo de 1976) es un ex-futbolista serbio, se desempeñaba como delantero y se retiró en 2009 jugando para el FC Metz.

## Biografía
Surgido de la cantera del OFK Belgrado, histórico club de la capital serbia relegado a un segundo plano tras los gigantes Estrella Roja y FK Partizan, Jestrović se mudó a la Ligue 1 francesa en 1997, fichando por el SC Bastia y al año siguiente por el FC Metz.
En el 2000 se trasladó a Bélgica donde demostró su mejor faceta como jugador, en el Royal Excelsior Mouscron jugó 25 partidos marcando 20 goles, tras esa extraordinaria temporada fichó por el Anderlecht donde jugaría cuatro temporadas y marcó 55 goles en 81 partidos, muchos de ellos de penalti o faltas. Aunque esto no quitaría que Jestrović fuera un jugador propenso a lesionarse, además en noviembre de 2005 fue sancionado por la UEFA por proferir insultos racistas a Mohamed Sissoko (por entonces jugador del Liverpool FC).
Tras pasar la temporada 2005-06 desvinculado, ese año se trasladó al Al-Ain de los Emiratos Árabes Unidos y durante 2007 al Al-Nasr. Ese año regresó a Serbia para jugar con el Estrella Roja de Belgrado donde tuvo una excelente temporada marcando 13 goles en 20 partidos. En 2008 fichó por el Kocaelispor turco y en enero de 2009 regresó a Francia a jugar con el FC Metz, tras finalizar la temporada se retiró.

### Carrera internacional
En el plano internacional, Jestrović no tuvo tanta suerte como en sus clubes, pese a cuajar excelentes temporadas, no debutó con la selección de fútbol de Serbia y Montenegro hasta 2003, disputando 12 partidos y marcando 5 goles en su carrera como internacional.

## Clubes
| Club                      | País       | Año         | Partidos | Goles |
| OFK Belgrado              | Yugoslavia | 1994 - 1997 | 58       | 23    |
| SC Bastia                 | Francia    | 1997 - 1998 | 19       | 2     |
| FC Metz                   | Francia    | 1998 - 2000 | 44       | 8     |
| Royal Excelsior Mouscron  | Bélgica    | 2000 - 2001 | 25       | 20    |
| RSC Anderlecht            | Bélgica    | 2001 - 2005 | 81       | 55    |
| Al-Ain FC                 | E.A.U.     | 2006 - 2007 | 17       | 16    |
| Al-Nasr SC                | E.A.U.     | 2007        | 23       | 15    |
| Estrella Roja de Belgrado | Serbia     | 2007 - 2008 | 20       | 13    |
| Kocaelispor               | Turquía    | 2008        | 8        | 3     |
| FC Metz                   | Francia    | 2009        | 9        | 1     |

- Datos: Q944580